# Byparken (Stavanger)
```
 For alternative betydninger, se 
Byparken
.
 
(
Se også artikler, som begynder med Byparken
)
```

Byparken i Stavanger er et parkområde i Stavanger, der ligger rundt om Breiavatnet. I anledning af tusenårsstedet har kommunen renoveret parken. Kommunen har særlig renoveret området omkring pavillonen og Domkirken, hvilket blev påbegyndt i maj 2004 og blev afsluttet i 2005. Parken blev genåbnet samtidig med, at Stavanger kommune modtog Miljøverndepartementets bymiljøpris i 2005 for dette og flere andre anlæg.
I nord ligger Domkirken og Kongsgård skole, langs østsiden af vandet ligger det nogle restauranter, i syd ligger Stavanger Station og i vest ligger et hotel. Murene i natursten blev sat i stand under renoveringen. Mod Kongsgata er ligedes et stengærde.
Ved renoveringen af Byparken blev der lagt vægt på varetagelse af historiske og antikvariske værdier, samtidig med at der var behov for at forny parken og gøre den mere brugervenlig. Således blev det undgået at genrejse Alexander og Kitty Kiellands barndomshjem i Kiellandshagen. Det var et hovedmål at bevare de gamle træer i parken, og hvor der var hul i den gamle elmeallé, blev der plantet nye træer. Byparken har lang række blomstrende planter og grønne arealer.
Parken fungerer som knudepunkt mellem Domkirkepladsen, Torvet og stationen.
Frem til 1866 var Byparken delt i Stavanger kirkegård og parken til Kongsgård. Området blev da lagt ud til park for offentligheden, og der blev lagt stier langs Breiavatnet forbi Kongsgård.
Byparken blev i 2009 kåret til Årets grønne park af Norske anleggsgartnere.

## Statuer i Byparken
- Sigbjørn Obstfelder af Gustav Vigeland, 1917, malakit.
- Gutten og bukken af Stinius Fredriksen, 1925, bronze.
- Arne Garborg af Gunnar Janson, 1947, granit.  Resultat af indsamlingsaktion organiseret af bondeorganisationerne efter Garborgs død.
- Andemor af Erik Haugland, 1953, bronze